# جولیا بنسون
جولیا بنسون (به انگلیسی: Julia Benson) (زاده ۲۹ ژوئن ۱۹۷۹) بازیگر کانادایی است.
از کارهای معروف او می‌توان به بازی در فیلم تقدیم به همه پسرانی که عاشقشان بودم اشاره کرد.